# Langues abkhazo-adyguéennes
Les langues abkhazo-adyguéennes ou langues caucasiennes de l'ouest, sont une des trois familles de langues caucasiennes, avec les langues kartvéliennes et les langues nakho-daghestaniennes.
La région d’origine de ces langues est le Nord-Ouest du Caucase. Depuis le XIXe siècle, l’exil de nombreuses populations a créé une diaspora en Turquie, en Israël, en Jordanie ou en Syrie.

## Classification interne
- Groupe abkhaze-abaza (en)/abazgi
  - Abkhaze
  - Abaza
- Groupe oubykh
  - oubykh
- Groupe tcherkesse (en)/circassien
  - Tcherkesse oriental
    - kabarde. Dialectes, du Kouban, de Baksan, de la Malka, du Terek.
    - besleney ou besney

  - Tcherkesse occidental
    - adyguéen. Dialectes : kémirgoy, bjédough, abzakh, chapsough

## Comparaison des langues
- souris
  - tcherkesse occidental :    adyguéen   cəɣʷe ; chapsough  ccəɣʷe ; tcherkesse-oubykh  cəɣʷe
  - tcherkesse oriental :      kabarde ʒəɣʷe ; besney  ʒəɣʷe
- poule
  - tcherkesse occidental :   adyguéen  čʹetə ; chapsough  kkʹetə ; abzakh  čet
  - tcherkesse oriental :     kabarde  ǯʹed ; besney  gʹed
- arbre
  - tcherkesse occidental :   adyguéen  čəğə ; chapsough  ččʹəğə ; bjedough  ččəǧə ;  tcherkesse-oubykh   šʹəğ ;  abzakh  śəğ
  - tcherkesse oriental :    kabarde  žʹəğ ; kabarde de Turquie  źʹəǧʹ(ə) ; besney  ǯʹəy
- bœuf
  - tcherkesse occidental :    adyguéen  cʷə ; bjedough  ccʷə ; chapsough  cʷə ; abzakh  cʷə
  - tcherkesse oriental :      kabarde  və ; besney  və
- oiseau
  - tcherkesse occidental :     abzakh  bzəw
  - abkhazo-abaza :        abkhaze  apsaá ; bzyb  apśaá
- langue (parlée)
  - tcherkesse occidental :    chapsough  bze ; abzakh  bze
  - tcherkesse oriental :      besney  bze
  - abkhazo-abaza :      abkhaze  ábz
- ravin
  - tcherkesse occidental :    adyguéen  qʷe - ravin, combe, gorge, vallée
  - tcherkesse oriental :      kabarde  qʾwe - idem
  - abkhazo-abaza :        abkhaze  akʷʾara - ruisseau ~ aqʷʾara - rive pierreuse ; bzyb  kʷʾarə - idem
  - abaza : kʾʷara - ravin, combe, vallée
- abeille, scarabée
  - tcherkesse occidental :    chapsough  bžʹe ; abzakh  bže
  - tcherkesse oriental :      kabarde bźe; besney  bžʹe - abeille
  - abkhazo-abkhaze :   abkhaze  abžə ; bzyb  apʾžə ;
  - abaza tapanta : bəž  - scarabée

### Liens connexes
- Langues dans les pays caucasiens
- Langues kartvéliennes (Langues nostratiques)
- Langues nakho-daghestaniennes
- Katalin Paris